# Şonqar
Şonqar (ryska: Шонгар) är en ort i Azerbajdzjan.   Den ligger i distriktet Baku, i den östra delen av landet, 26 km väster om huvudstaden Baku. Şonqar ligger 44 meter över havet och antalet invånare är 730.
Terrängen runt Şonqar är kuperad åt nordost, men åt sydväst är den platt. Närmaste större samhälle är Khirdalan, 19,3 km nordost om Şonqar. 
Omgivningarna runt Şonqar är i huvudsak ett öppet busklandskap.